# Дупјак
Дупјак (грч. Δισπηλιό, до 1926. грч. Δουπιάκοι) је насељено место у општини Костур у периферији Западна Македонија, Грчка. Према попису из 2021. године било је 944 становника.
Према бугарском географу и историчару, Василу Канчову, у Дупјаку је 1900. године живело 480 Словена хришћана. Македонски историчар Тодор Симовски, 1998. године наводи да је Дупјак словенско насеље.